# Tornei di tennis femminili nel 1933
Prima della nascita del WTA Tour, ossia l'apertura alle tenniste professioniste dei tornei che prima di quell'anno erano riservati alle tenniste dilettanti, tutti gli eventi più importanti erano amatoriali, tra questi c'erano i tornei del Grande Slam: gli Australian Championships, gli Internazionali di Francia, il Torneo di Wimbledon e gli U.S. National Championships.

## Gennaio
| Settimana  | Torneo                                                                      | Vincitore                                                 | Finalista                      | Semifinalisti | Eliminati ai quarti |
| ---------- | --------------------------------------------------------------------------- | --------------------------------------------------------- | ------------------------------ | ------------- | ------------------- |
| 23 gennaio | New Zealand Championships 1933 Wellington, Nuova Zelanda Singolare - Doppio | Dulcie Nichols 6-4 6-8 6-3                                | Marjorie Macfarlane            |               |                     |
| 23 gennaio | New Zealand Championships 1933 Wellington, Nuova Zelanda Singolare - Doppio | Mrs R. Adams Mrs H. Dykes 10-12 6-3 6-3                   | Mrs W Melody Dulcie Nichols    |               |                     |
| 23 gennaio | New Zealand Championships 1933 Wellington, Nuova Zelanda Singolare - Doppio | Doppio misto: Marjorie Macfarlane Camille Malfroy 6-4 6-3 | Mrs H Dykes E Andrews          |               |                     |
| 29 gennaio | Australian Championships 1933 Melbourne, Australia Erba Singolare - Doppio  | Joan Hartigan 6-4, 6-3                                    | Coral Buttsworth               |               |                     |
| 29 gennaio | Australian Championships 1933 Melbourne, Australia Erba Singolare - Doppio  | Margaret Molesworth Emily Westacott 6-3, 6-2              | Joan Hartigan Marjorie Van Ryn |               |                     |

## Febbraio
| Settimana   | Torneo                                                                        | Vincitore                                          | Finalista                      | Semifinalisti | Eliminati ai quarti |
| ----------- | ----------------------------------------------------------------------------- | -------------------------------------------------- | ------------------------------ | ------------- | ------------------- |
| 6 febbraio  | Egyptian International Championships 1933 Il Cairo, Egitto Singolare - Doppio | E. Alexandroff 6-1 6-0                             | Whittington                    |               |                     |
| 6 febbraio  | Egyptian International Championships 1933 Il Cairo, Egitto Singolare - Doppio |                                                    |                                |               |                     |
| 20 febbraio | Torneo di Beaulieu 1933 Beaulieu-sur-Mer, Francia Singolare - Doppio          | Margaret Scriven 6-3 11-13 6-4                     | Elizabeth Ryan                 |               |                     |
| 20 febbraio | Torneo di Beaulieu 1933 Beaulieu-sur-Mer, Francia Singolare - Doppio          | Dorothy Andrus Muriel Thomas 6-2 6-2               | Simonne Mathieu Elizabeth Ryan |               |                     |
| 20 febbraio | Torneo di Beaulieu 1933 Beaulieu-sur-Mer, Francia Singolare - Doppio          | Doppio misto: Enrique Maier Elizabeth Ryan 7-5 6-3 | Christian Boussus Cilly Aussem |               |                     |

## Marzo
| Settimana | Torneo                                                                              | Vincitore                                                | Finalista                           | Semifinalisti | Eliminati ai quarti |
| --------- | ----------------------------------------------------------------------------------- | -------------------------------------------------------- | ----------------------------------- | ------------- | ------------------- |
| marzo     | Torneo di Alassio 1933 Alassio, Italia Singolare - Doppio                           | Elizabeth Ryan 6-2 6-0                                   | Ucci Manzutto                       |               |                     |
| marzo     | Torneo di Alassio 1933 Alassio, Italia Singolare - Doppio                           | Marie Horn Elizabeth Ryan 6-0 6-1                        | Anna Luzzatti Ucci Manzutto         |               |                     |
| marzo     | Torneo di Alassio 1933 Alassio, Italia Singolare - Doppio                           | Doppio misto: Elizabeth Ryan Emanuele Sertorio 6-4 6-3   | Anna Luzzatti Lundt                 |               |                     |
| 5 marzo   | Monte Carlo Cup 1933 Monte Carlo, Monte Carlo Singolare - Doppio                    | Lolette Payot 6-0 6-4                                    | Simonne Mathieu                     |               |                     |
| 5 marzo   | Monte Carlo Cup 1933 Monte Carlo, Monte Carlo Singolare - Doppio                    | Dorothy Burke Andrus Elizabeth Ryan 7-5 6-2              | Simonne Mathieu Colette Rosambert   |               |                     |
| 6 marzo   | Riviera Championships 1933 Mentone, Francia Singolare - Doppio                      | Simonne Mathieu 6-3 6-2                                  | Margaret Scriven                    |               |                     |
| 6 marzo   | Riviera Championships 1933 Mentone, Francia Singolare - Doppio                      | Simonne Mathieu Elizabeth Ryan 8-6 6-3                   | Dorothy Andrus Muriel Thomas        |               |                     |
| 6 marzo   | Riviera Championships 1933 Mentone, Francia Singolare - Doppio                      | Doppio misto: Gottfried von Cramm Elizabeth Ryan 6-1 7-5 | Andre Martin-Legeay Simonne Mathieu |               |                     |
| 27 marzo  | Hampstead Hard Court Championships 1933 Hampstead, Gran Bretagna Singolare - Doppio | Dorothy Round 6-1 6-3                                    | Kay Stammers Menzies                |               |                     |
| 27 marzo  | Hampstead Hard Court Championships 1933 Hampstead, Gran Bretagna Singolare - Doppio | Freda James Billie Yorke 1-6 6-1 6-3                     | Joan Ingram Kay Stammers            |               |                     |
| 27 marzo  | Hampstead Hard Court Championships 1933 Hampstead, Gran Bretagna Singolare - Doppio | Doppio misto: Dorothy Round Ryuki Miki 4-6 6-2 12-10     | Joan Ingram John Olliff             |               |                     |

## Aprile
| Settimana | Torneo                                                                      | Vincitore                                         | Finalista                     | Semifinalisti | Eliminati ai quarti |
| --------- | --------------------------------------------------------------------------- | ------------------------------------------------- | ----------------------------- | ------------- | ------------------- |
| 10 aprile | Torneo di Roma 1933 Roma, Italia Singolare - Doppio                         | Lolette Payot 6-4 6-1                             | Elizabeth Ryan                |               |                     |
| 10 aprile | Torneo di Roma 1933 Roma, Italia Singolare - Doppio                         | Lolette Payot Elizabeth Ryan 6-3 6-0              | Ida Adamoff Colette Rosambert |               |                     |
| 10 aprile | Torneo di Roma 1933 Roma, Italia Singolare - Doppio                         | Doppio misto: Elizabeth Ryan Donald Jones 6-1 6-4 | Ida Adamoff Roland Journu     |               |                     |
| 17 aprile | South African Championships 1933 Johannesburg, Sudafrica Singolare - Doppio | Billie Tapscott-Robbins 6-4 3-6 6-1               | Winifred Lowe                 |               |                     |
| 17 aprile | South African Championships 1933 Johannesburg, Sudafrica Singolare - Doppio | Mrs Hall Dulcie Kitson 6-0 0-6 6-4                | Winifred Lowe Alida Neave     |               |                     |

## Maggio
| Settimana | Torneo                                                                              | Vincitore                                                     | Finalista                          | Semifinalisti | Eliminati ai quarti |
| --------- | ----------------------------------------------------------------------------------- | ------------------------------------------------------------- | ---------------------------------- | ------------- | ------------------- |
| 1º maggio | British Hard Court Championships 1933 Bournemouth, Gran Bretagna Singolare - Doppio | Dorothy Round 3-6 6-2 6-3                                     | Helen Jacobs                       |               |                     |
| 1º maggio | British Hard Court Championships 1933 Bournemouth, Gran Bretagna Singolare - Doppio | Mary Heeley Dorothy Round 6-0 3-6 6-3                         | Effie Peters Olga Webb             |               |                     |
| 1º maggio | British Hard Court Championships 1933 Bournemouth, Gran Bretagna Singolare - Doppio | Doppio misto: Freda James H Lee 6-2 2-6 6-1                   | Mary Heeley Fred Perry             |               |                     |
| 14 maggio | Campionato Partenopeo 1933 Napoli, Italia Singolare - Doppio                        | Elizabeth Ryan 6-2 6-4                                        | Ida Adamoff                        |               |                     |
| 14 maggio | Campionato Partenopeo 1933 Napoli, Italia Singolare - Doppio                        | Ida Adamoff Colette Rosambert 6-4 3-6 6-2                     | Anna Luzzatti Elizabeth Ryan       |               |                     |
| 14 maggio | Campionato Partenopeo 1933 Napoli, Italia Singolare - Doppio                        | Doppio misto: Elizabeth Ryan Giorgio De Stefani 6-4 6-2       | Ida Adamoff Coco Gentien           |               |                     |
| 14 maggio | Internazionali d'Italia 1933 Milano, Italia Singolare - Doppio                      | Elizabeth Ryan 6-1 6-1                                        | Ida Adamoff                        |               |                     |
| 14 maggio | Internazionali d'Italia 1933 Milano, Italia Singolare - Doppio                      | Ida Adamoff Dorothy Andrus 6-3 1-6 6-4                        | Elizabeth Ryan Lucia Valerio       |               |                     |
| 14 maggio | Internazionali d'Italia 1933 Milano, Italia Singolare - Doppio                      | Doppio misto: Dorothy Andrus André Martin-Legeay 6-4, 6-3     | Ivana Orlandini Emil Gábori        |               |                     |
| 14 maggio | Austrian International Championships 1933 Vienna, Austria Singolare - Doppio        | Helen Jacobs 8-6 8-6                                          | Jadwiga Jędrzejowska               |               |                     |
| 14 maggio | Austrian International Championships 1933 Vienna, Austria Singolare - Doppio        | Grete Deutsch Jadwiga Jędrzejowska 6-3 6-2                    | Hilde Eisenberger Gabriele Szapary |               |                     |
| 14 maggio | Austrian International Championships 1933 Vienna, Austria Singolare - Doppio        | Doppio misto: Jadwiga Jędrzejowska Bela von Kehrling walkover | Helen Jacobs Toto Brugnon          |               |                     |

## Giugno
| Settimana | Torneo                                                                        | Vincitore                                                                                | Finalista                         | Semifinalisti | Eliminati ai quarti |
| --------- | ----------------------------------------------------------------------------- | ---------------------------------------------------------------------------------------- | --------------------------------- | ------------- | ------------------- |
| 5 giugno  | Internazionali di Francia 1933 Parigi, Francia Terra rossa Singolare - Doppio | Margaret Scriven 6-2 4-6 6-4                                                             | Simonne Mathieu                   |               |                     |
| 5 giugno  | Internazionali di Francia 1933 Parigi, Francia Terra rossa Singolare - Doppio | Simonne Mathieu Elizabeth Ryan 6-1, 6-3                                                  | Sylvie Henrotin Colette Rosambert |               |                     |
| 5 giugno  | West of England Championships 1933 Bristol, Gran Bretagna Singolare - Doppio  | Kay Stammers Menzies 6-2 6-2                                                             | Lucas                             |               |                     |
| 5 giugno  | West of England Championships 1933 Bristol, Gran Bretagna Singolare - Doppio  |                                                                                          |                                   |               |                     |
| 12 giugno | Kent Championships 1933 Beckenham, Gran Bretagna Singolare - Doppio           | Dorothy Round 7-5 6-2                                                                    | Peggy Michell                     |               |                     |
| 12 giugno | Kent Championships 1933 Beckenham, Gran Bretagna Singolare - Doppio           | Mary Heeley Dorothy Round 6-4 6-4                                                        | Elizabeth Ryan Helen Wills        |               |                     |
| 12 giugno | Kent Championships 1933 Beckenham, Gran Bretagna Singolare - Doppio           | Doppio misto: Mary Heeley Norman Farquharson 6-2 6-2                                     | Muriel Thomas John Gregory        |               |                     |
| 19 giugno | Western Championships 1933 Chicago, USA Singolare - Doppio                    | Catherine Wolf                                                                           | Helen Fulton                      |               |                     |
| 19 giugno | Western Championships 1933 Chicago, USA Singolare - Doppio                    |                                                                                          |                                   |               |                     |
| 24 giugno | Queen's Club Championships 1933 Londra, Gran Bretagna Singolare - Doppio      | Elsie Goldsack Helen Wills titolo condiviso                                              |                                   |               |                     |
| 24 giugno | Queen's Club Championships 1933 Londra, Gran Bretagna Singolare - Doppio      | Ermyntrude Harvey Phoebe Holcroft Watson Simonne Mathieu Elizabeth Ryan titolo condiviso |                                   |               |                     |
| 24 giugno | Queen's Club Championships 1933 Londra, Gran Bretagna Singolare - Doppio      | Doppio misto: Elizabeth Ryan Enrique Maier Susan Noel Ryuki Miki titolo condiviso        |                                   |               |                     |

## Luglio
| Settimana | Torneo                                                                 | Vincitore                                          | Finalista                    | Semifinalisti | Eliminati ai quarti |
| --------- | ---------------------------------------------------------------------- | -------------------------------------------------- | ---------------------------- | ------------- | ------------------- |
| 7 luglio  | Torneo di Wimbledon 1933 Londra, Gran Bretagna Erba Singolare - Doppio | Helen Wills 6-4, 6-8, 6-3                          | Dorothy Round                |               |                     |
| 7 luglio  | Torneo di Wimbledon 1933 Londra, Gran Bretagna Erba Singolare - Doppio | Simonne Mathieu Elizabeth Ryan 6-2, 9-11, 6-4      | Freda James Billie Yorke     |               |                     |
| 15 luglio | Irish Championships 1933 Dublino, Irlanda Singolare - Doppio           | Hilda Wallis 6-4 6-3                               | Norma Stoker                 |               |                     |
| 15 luglio | Irish Championships 1933 Dublino, Irlanda Singolare - Doppio           | Norma Stoker Hilda Wallis 6-0 6-1                  | F Fleming Phyllis Wallis     |               |                     |
| 15 luglio | Irish Championships 1933 Dublino, Irlanda Singolare - Doppio           | Doppio misto: Hilda Wallis Richard Ritchie 6-1 6-2 | Hope Furney David Jones      |               |                     |
| 17 luglio | Longwood Bowl 1933 Brookline, USA Singolare - Doppio                   | Alice Marble 6-3 6-4                               | Carolin Babcock              |               |                     |
| 17 luglio | Longwood Bowl 1933 Brookline, USA Singolare - Doppio                   |                                                    |                              |               |                     |
| 23 luglio | Essex County Championships 1933 Manchester, USA Singolare - Doppio     | Alice Marble 7-5 6-3                               | Carolin Babcock              |               |                     |
| 23 luglio | Essex County Championships 1933 Manchester, USA Singolare - Doppio     |                                                    |                              |               |                     |
| 24 luglio | Seabright Invitational 1933 Seabright, USA Singolare - Doppio          | Sarah Palfrey 6-1 2-6 7-5                          | Helen Jacobs                 |               |                     |
| 24 luglio | Seabright Invitational 1933 Seabright, USA Singolare - Doppio          | Josephine Cruickshank Alice Marble 6-2 6-1         | Virginia Rice Marjorie Sachs |               |                     |
| 29 luglio | Maidstone Invitation 1933 East Hampton, USA Singolare - Doppio         | Betty Nuthall 5-7 6-3 6-0                          | Alice Marble                 |               |                     |
| 29 luglio | Maidstone Invitation 1933 East Hampton, USA Singolare - Doppio         | Elizabeth Ryan Margaret Scriven                    |                              |               |                     |

## Agosto
| Settimana | Torneo                                                                  | Vincitore                          | Finalista                              | Semifinalisti | Eliminati ai quarti |
| --------- | ----------------------------------------------------------------------- | ---------------------------------- | -------------------------------------- | ------------- | ------------------- |
| 5 agosto  | Canadian Championships 1933 Vancouver, Canada Singolare - Doppio        | Gracyn Wheeler 4-6 6-1 6-3         | Mary Campbell                          |               |                     |
| 5 agosto  | Canadian Championships 1933 Vancouver, Canada Singolare - Doppio        | H.V. Wilson Mary Campbell 6-2, 6-4 | Dorothy Gillespie Patrick Mary Maggart |               |                     |
| 12 agosto | Eastern Grass Court Championships 1933 Rye, USA Erba Singolare - Doppio | Dorothy Round 6-2 6-4              | Mary Heeley                            |               |                     |
| 12 agosto | Eastern Grass Court Championships 1933 Rye, USA Erba Singolare - Doppio | Freda James Elizabeth Ryan 6-4 6-1 | Mary Heeley Dorothy Round              |               |                     |
| 26 agosto | U.S. National Championships 1933 New York, USA Erba Singolare - Doppio  | Helen Jacobs 8-6, 3-6, 3-0 ritiro  | Helen Wills                            |               |                     |
| 26 agosto | U.S. National Championships 1933 New York, USA Erba Singolare - Doppio  | Freda James Betty Nuthall walkover | Elizabeth Ryan Helen Wills             |               |                     |

## Settembre
| Settimana    | Torneo                                                                           | Vincitore                                               | Finalista                         | Semifinalisti | Eliminati ai quarti |
| ------------ | -------------------------------------------------------------------------------- | ------------------------------------------------------- | --------------------------------- | ------------- | ------------------- |
| settembre    | Torneo di Merano 1933 Merano, Italia Singolare - Doppio                          | Ilse Friedleben titolo condiviso                        | Lolette Payot                     |               |                     |
| settembre    | Torneo di Merano 1933 Merano, Italia Singolare - Doppio                          | Lolette Payot Simone Barbier 6-4 6-3                    | Frau Deutsch Jadwiga Jędrzejowska |               |                     |
| settembre    | Torneo di Merano 1933 Merano, Italia Singolare - Doppio                          | Doppio misto: Josef Hebda Jadwiga Jędrzejowska 6-4, 6-4 | Emmanuel du Plaix Sylvia Henrotin |               |                     |
| 9 settembre  | Hungarian International Championships 1933 Budapest, Ungheria Singolare - Doppio | Hilde Sperling 6-2 6-3                                  | Cilly Aussem                      |               |                     |
| 9 settembre  | Hungarian International Championships 1933 Budapest, Ungheria Singolare - Doppio | Cilly Aussem Hilde Krahwinkel 6-1 6-1                   | Eisenmenger Szaparl               |               |                     |
| 17 settembre | South of England Championships 1933 Eastbourne, Gran Bretagna Singolare - Doppio | Phyllis Mudford 6-3 6-1                                 | Ermyntrude Harvey                 |               |                     |
| 17 settembre | South of England Championships 1933 Eastbourne, Gran Bretagna Singolare - Doppio | Ermyntrude Harvey Phyllis King 8-6 5-7 6-4              | Freda James Billie Yorke          |               |                     |
| 17 settembre | South of England Championships 1933 Eastbourne, Gran Bretagna Singolare - Doppio | Doppio misto: Vernon Kirby Freda James 7-9 6-4 7-5      | Ryuki Mike Billie Yorke           |               |                     |
| 24 settembre | Pacific Southwest Championships 1933 Los Angeles, USA Cemento Singolare - Doppio | Dorothy Round                                           | Alice Marble                      |               |                     |
| 24 settembre | Pacific Southwest Championships 1933 Los Angeles, USA Cemento Singolare - Doppio | Alice Marble Elizabeth Ryan                             | Mary Heeley Dorothy Round         |               |                     |
| 24 settembre | Pacific Southwest Championships 1933 Los Angeles, USA Cemento Singolare - Doppio | Doppio misto: Elizabeth Ryan Ellsworth Vines            | Dorothy Round Fred Perry          |               |                     |

## Ottobre
| Settimana | Torneo                                                                         | Vincitore                             | Finalista                   | Semifinalisti | Eliminati ai quarti |
| --------- | ------------------------------------------------------------------------------ | ------------------------------------- | --------------------------- | ------------- | ------------------- |
| 7 ottobre | Pacific Coast Championships 1933 San Francisco, USA Cemento Singolare - Doppio | Alice Marble 6-4 6-1                  | Dorothy Round               |               |                     |
| 7 ottobre | Pacific Coast Championships 1933 San Francisco, USA Cemento Singolare - Doppio | Mary Heeley Dorothy Round 1-6 6-2 6-4 | Alice Marble Elizabeth Ryan |               |                     |

## Novembre
| Settimana   | Torneo                                                                                | Vincitore                      | Finalista       | Semifinalisti | Eliminati ai quarti |
| ----------- | ------------------------------------------------------------------------------------- | ------------------------------ | --------------- | ------------- | ------------------- |
| 15 novembre | Argentina International Championships 1933 Buenos Aires, Argentina Singolare - Doppio | Mona Elena de Moss 6-3 6-8 6-3 | Monica Ricketts |               |                     |
| 15 novembre | Argentina International Championships 1933 Buenos Aires, Argentina Singolare - Doppio |                                |                 |               |                     |

## Dicembre
Nessun evento

## Senza data
| Settimana | Torneo                                                                           | Vincitore           | Finalista                 | Semifinalisti | Eliminati ai quarti |
| --------- | -------------------------------------------------------------------------------- | ------------------- | ------------------------- | ------------- | ------------------- |
|           | Philippine Championships 1933 Manila, Filippine Singolare - Doppio               | Elisa Ochoa         | non conosciuta (bandiera) |               |                     |
|           | Philippine Championships 1933 Manila, Filippine Singolare - Doppio               |                     |                           |               |                     |
|           | Southern Transvaal Championships 1933 Johannesburg, Sudafrica Singolare - Doppio | Bobbie Heine Miller | non conosciuta (bandiera) |               |                     |
|           | Southern Transvaal Championships 1933 Johannesburg, Sudafrica Singolare - Doppio |                     |                           |               |                     |
|           | Torneo di La Jolla 1933 La Jolla, USA Singolare - Doppio                         | Elizabeth Ansiem    | non conosciuta (bandiera) |               |                     |
|           | Torneo di La Jolla 1933 La Jolla, USA Singolare - Doppio                         |                     |                           |               |                     |